# Vicenç
Vicenç ist ein katalanischer männlicher Vorname. Die deutschsprachige Form des Namens ist Vinzenz. Die spanische Form des Namens ist Vicente.

## Bekannte Namensträger
- Vicenç Badalona Ballestar (1929–2014), katalanisch-spanischer Maler und Autor
- Vicenç Coromina i Bartrina (* 1943), katalanischer Galerist, Kunsthändler und Kunstmäzen
- Vicenç Cuyàs (1816–1839), katalanischer Komponist
- Vicenç Pagès i Jordà (1963–2022), katalanischer Schriftsteller und Professor
- Vicenç Piera (1903–1960), spanischer Fußballspieler
- Vicenç Sasot (1918–1985), spanischer Fußballspieler und -trainer
- Vicenç Vilarrubla (* 1981), spanischer Skilangläufer